# Kjøbenhavns private Laanebank
Kjøbenhavns private Laanebank var en dansk bank, stiftet 1854 og 1922 overtaget af Landmandsbanken. I 1918 havde banken overtaget Dansk Arbejderbank. Banken skulle særligt støtte håndværkere og industridrivende ved lån.
Bankens første direktør var A.E. Reimann (en).
Hovedkontoret lå på Amagertorv 5 i København.

## Eksterne kilder og henvisninger
1. ↑  "A.E._Reimann". Dansk Biografisk Leksikon (lex.dk online udgave).

- Jul. Schovelin: Aktieselskabet Kjøbenhavns Private Laanebank 1854 – 1.Febr. – 1914. 134 sider. Illustreret med sort hvide fotos. Kjøbenhavn 1914.